# Félix-Antoine Savard
Félix-Antoine Savard, né le 31 août 1896 et mort le 24 août 1982 à Québec, est un prêtre et écrivain québécois.

## Biographie
Ordonné prêtre en 1922, il enseigne la rhétorique au séminaire de Chicoutimi jusqu'en 1926. Il est ensuite vicaire à Bagotville, à Sainte-Agnès et à La Malbaie. Il fonde en 1935 la paroisse de Clermont.
Son premier roman, Menaud, maître-draveur, publié en 1937, le rend célèbre et lui vaut l'année suivante d'être lauréat du prix de la langue-française de l'Académie française. Ce roman est, avec Maria Chapdelaine qui est mentionné dans Menaud, parmi les plus importantes œuvres nationalistes au Québec.
1941 marque le début de sa carrière à l'Université Laval. En 1945, l'université le nomme professeur agrégé titulaire de la chaire de poésie française. Il publie la même année L'Abattis qui lui vaut la médaille Lorne Pierce et il est reçu dans les rangs de la Société royale du Canada.
La Minuit paraît en 1948 et, cette même année, la Société Saint-Jean-Baptiste de Montréal lui décerne le prix Ludger-Duvernay. En 1950, il est nommé doyen de la faculté des lettres de l'Université Laval, poste qu'il occupe jusqu'en 1957, un pavillon de cette université porte d'ailleurs son nom.
Il est membre de l'Académie canadienne-française à partir de 1955 et reçoit une bourse Guggenheim en 1957.
Il publie d'autres ouvrages au fil des ans : un recueil de poèmes et de souvenirs Le Barachois (1959), une nouvelle Martin et le pauvre (1959), des drames lyriques La Folle (1960), La Dalle-des-morts (1965) et un recueil de poésie La Symphonie de Misereor (1968).
Monseigneur Savard fonde la Papeterie Saint-Gilles à Saint-Joseph-de-la-Rive avec l'aide de Marc Donohue en 1965. Elle deviendra le premier économusée du Québec. Cette institution fabrique encore aujourd'hui de façon artisanale du papier à base de coton.
Un fonds d'archives de Félix-Antoine Savard est conservé au centre d'archives de Québec de Bibliothèque et Archives nationales du Québec. Un second fonds d'archives est conservé au centre d'archives du Saguenay de Bibliothèque et Archives nationales du Québec. Un fonds d'archives est conservé à Bibliothèque et Archives Canada. Un fonds d'archives est également conservé à la Division des archives de l'Université Laval.

## Œuvre

### Romans
- Menaud, maître-draveur, Québec, Librairie Garneau, 1937
  - (en) Boss of the River, trad. Alan Sullivan, Toronto, Ryerson Press, 1947
- La Minuit, Montréal, Éditions Fides, 1948

### Poésie
- La Symphonie du Misereror, Ottawa, Éditions de l'Université d'Ottawa, 1968
- La Roche Ursule, poème extrait du Bouscueil, Québec, 1972
- Aux marges du silence, Québec, Librairie Garneau, 1975

### Recueils de poèmes et d'essais
- L'Abatis, poèmes et souvenirs, Montréal, Éditions Fides, 1943
- Le Barachois, poèmes et souvenirs, Montréal, Éditions Fides, 1959
- Le Bouscueil, poèmes et souvenirs, Montréal, Éditions Fides, 1972
- Journal et souvenirs, poèmes et souvenirs, Montréal, Éditions Fides, 1973

### Théâtre
- La Folle, Montréal, Éditions Fides, 1960
- La Dalle-des-morts, Montréal, Éditions Fides, 1965

### Nouvelle
- Martin et le pauvre, légende, Montréal, Éditions Fides, 1959

### Études
- André Major, Félix-Antoine Savard, coll. « Écrivains canadiens d'aujourd'hui », Montréal, Fides, 1970
- Jean Éthier-Blais, « Lettres canadiennes-françaises. Le vol des oies sauvages », Études françaises, vol. 2, no 1, 1966, p. 99-105 (lire en ligne).

## Prix et distinctions
- 1938 - Prix de l'Académie française
- 1945 - Médaille Lorne Pierce
- 1948 - Prix Ludger-Duvernay
- 1953 - Médaille Richelieu de l'Académie française
- 1957 - Bourse Guggenheim
- 1959 - Prix du Gouverneur général pour Le Barachois
- 1961 - Prix du Grand Jury des lettres
- 1968 - Prix Athanase-David
- 1968 - Officier de l'Ordre du Canada
- 1974 - Médaille Gloire de l'Escolle
- 1977 - Nomination à titre de membre d'honneur de l'Union des écrivaines et des écrivains québécois[8]
- Membre de la Société royale du Canada

## Hommages
- Le Pavillon Félix-Antoine-Savard, à l'Université Laval, honore sa contribution
- La rue Félix-Antoine-SAvard a été nommée en son honneur, en 1983, dans l'ancienne ville de Sainte-Foy, maintenant présente dans la ville de Québec.
- Une plaque "Ici vécut" de la ville de Québec est présente au 2, rue des Remparts, en son honneur, pour indiquer son ancien lieu de résidence.
- Un traversier effectuant les trajets vers l'île aux Coudres porte son nom.
- Un Centre découverte et de services au Parc national des Hautes-Gorges-de-la-Rivière-Malbaie porte son nom.